# 別所町下石野
別所町下石野（べっしょちょうしもいしの）は、兵庫県三木市の大字。郵便番号は673-0453.

## 地理

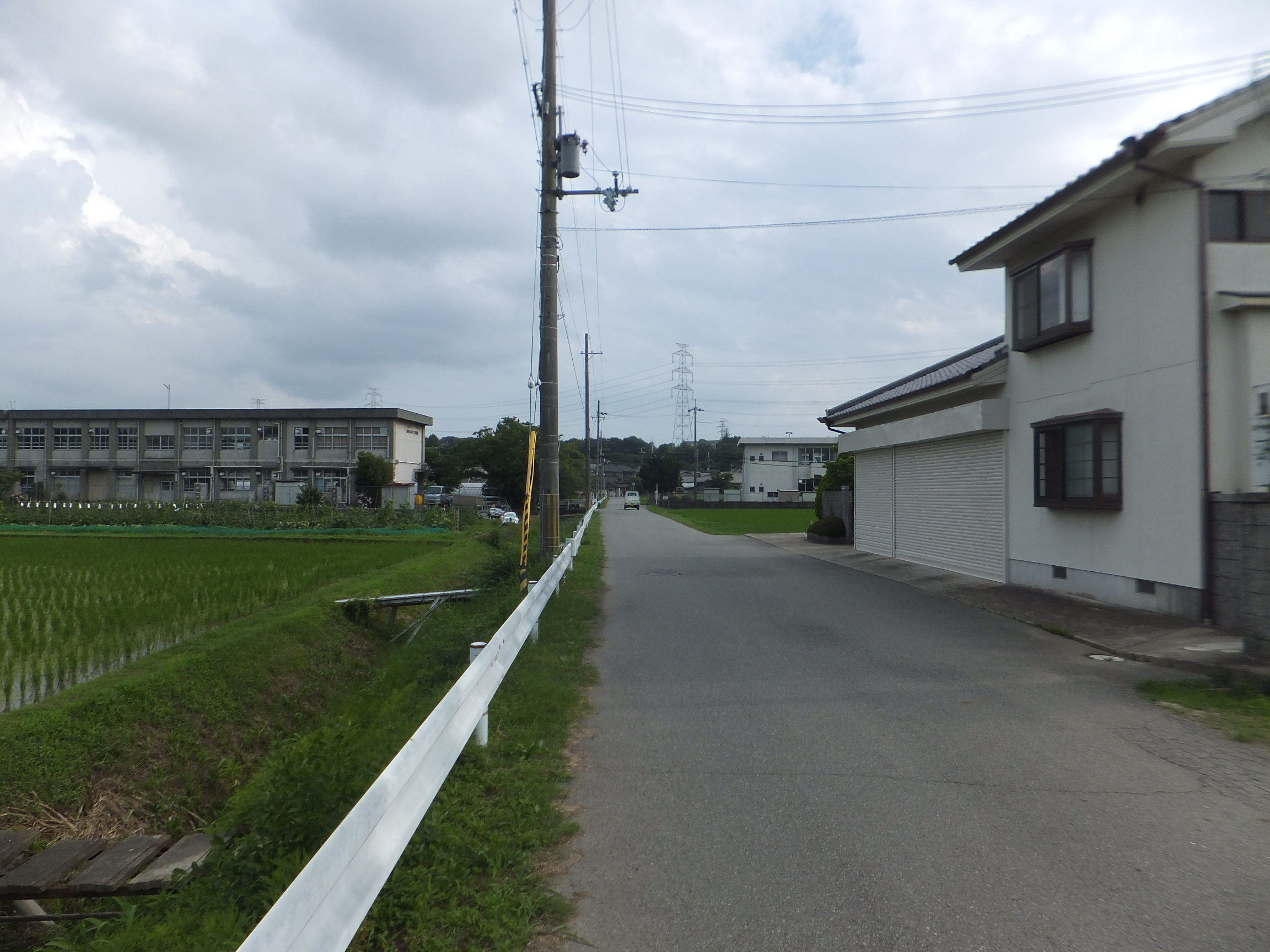
別所町下石野の街並み

三木市西部の別所地区に位置する。旧美嚢郡内の西側、美嚢川の下流域にあたり、古くから集落があった。東側は別所町石野、西側は加古川市八幡町宗佐・八幡町野村、南側は加古郡稲美町草谷、北側は別所町正法寺・小野市黍田町と接する。

## 歴史
- 1954年（昭和29年）6月1日 - 三木市を新設し、三木市別所町下石野になる。

### 地名の由来
石野の里の一番下に当たることから名付けられた。

### 字域の変遷
| 実施前                 | 実施年       | 実施後             |
| ---------------------- | ------------ | ------------------ |
| 美嚢郡別所村大字下石野 | 1954年6月1日 | 三木市別所町下石野 |

## 交通

### 鉄道
地内には鉄道は走っていないが、2008年4月1日まで三木鉄道三木線が通っており、石野駅と下石野駅が置かれていた。

### バス
- 神姫バス
- みっきぃバス

### 道路
- 兵庫県道20号加古川三田線

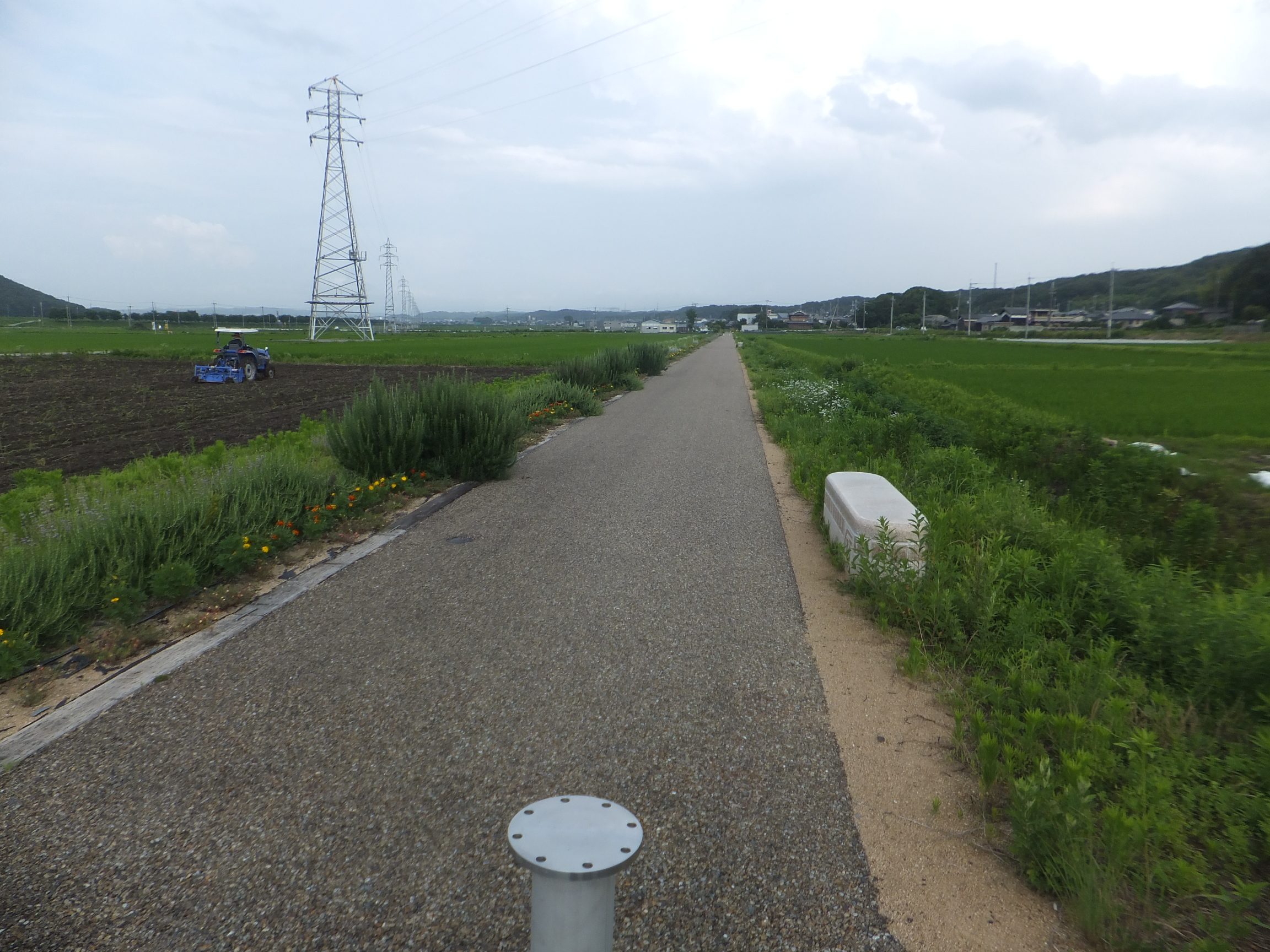
三木鉄道跡地
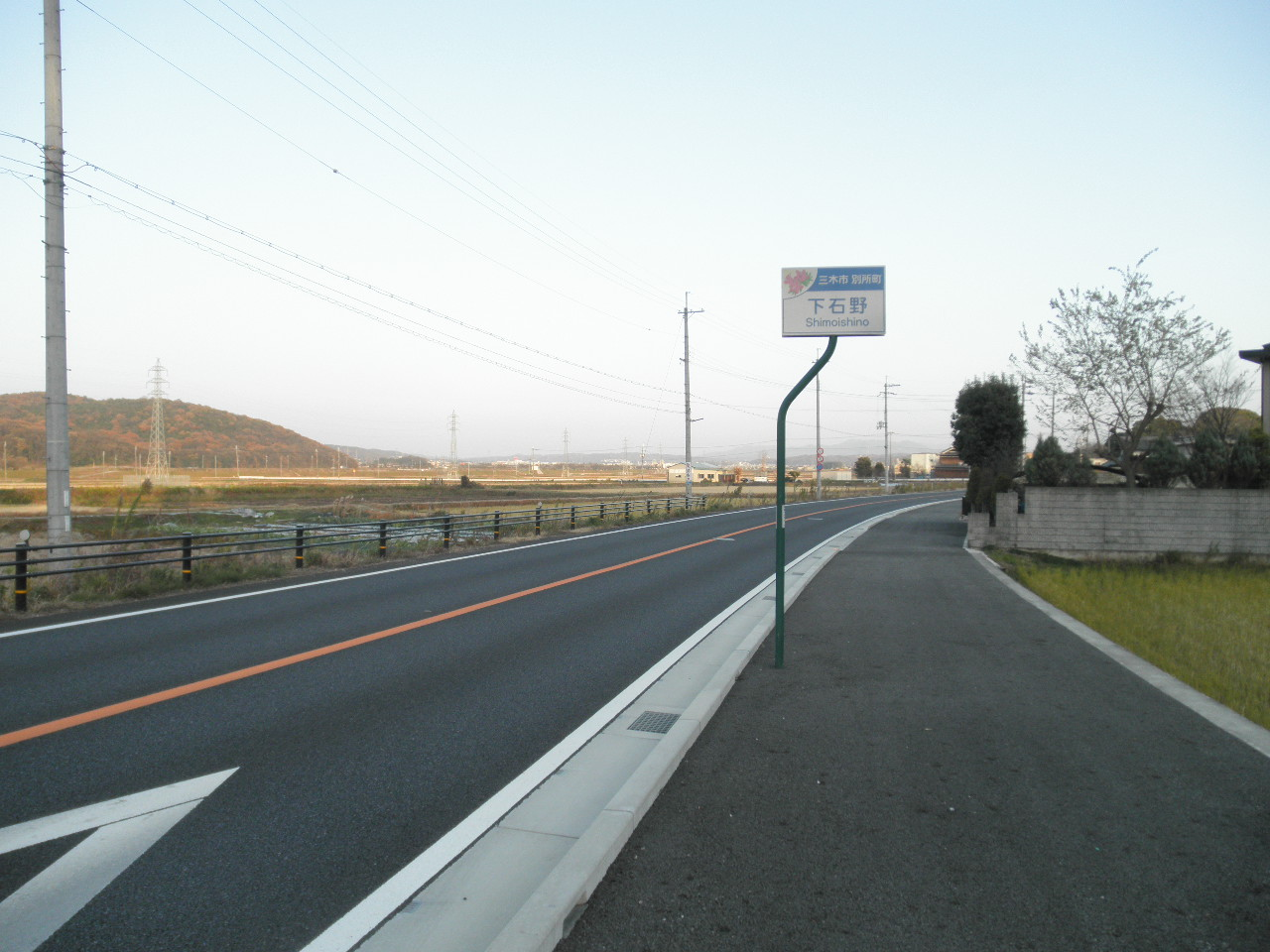
兵庫県道20号加古川三田線

## 施設
- 王子神社
- 大歳神社
- 厳島神社 - 790年に創建された[1]。
- 下石野公民館
- 愛宕山古墳
- 三木市立別所ふるさと交流館（旧・三木市立別所小学校下石野分校）
- 堀内商事三木配送センター
- 南商店三木プレカット工場

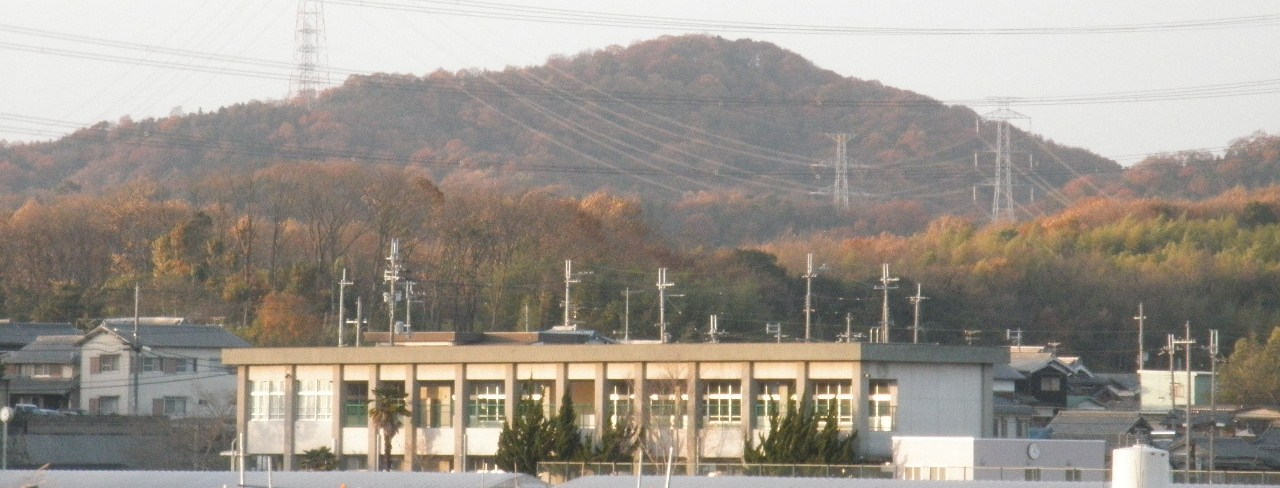
三木市立別所ふるさと交流館
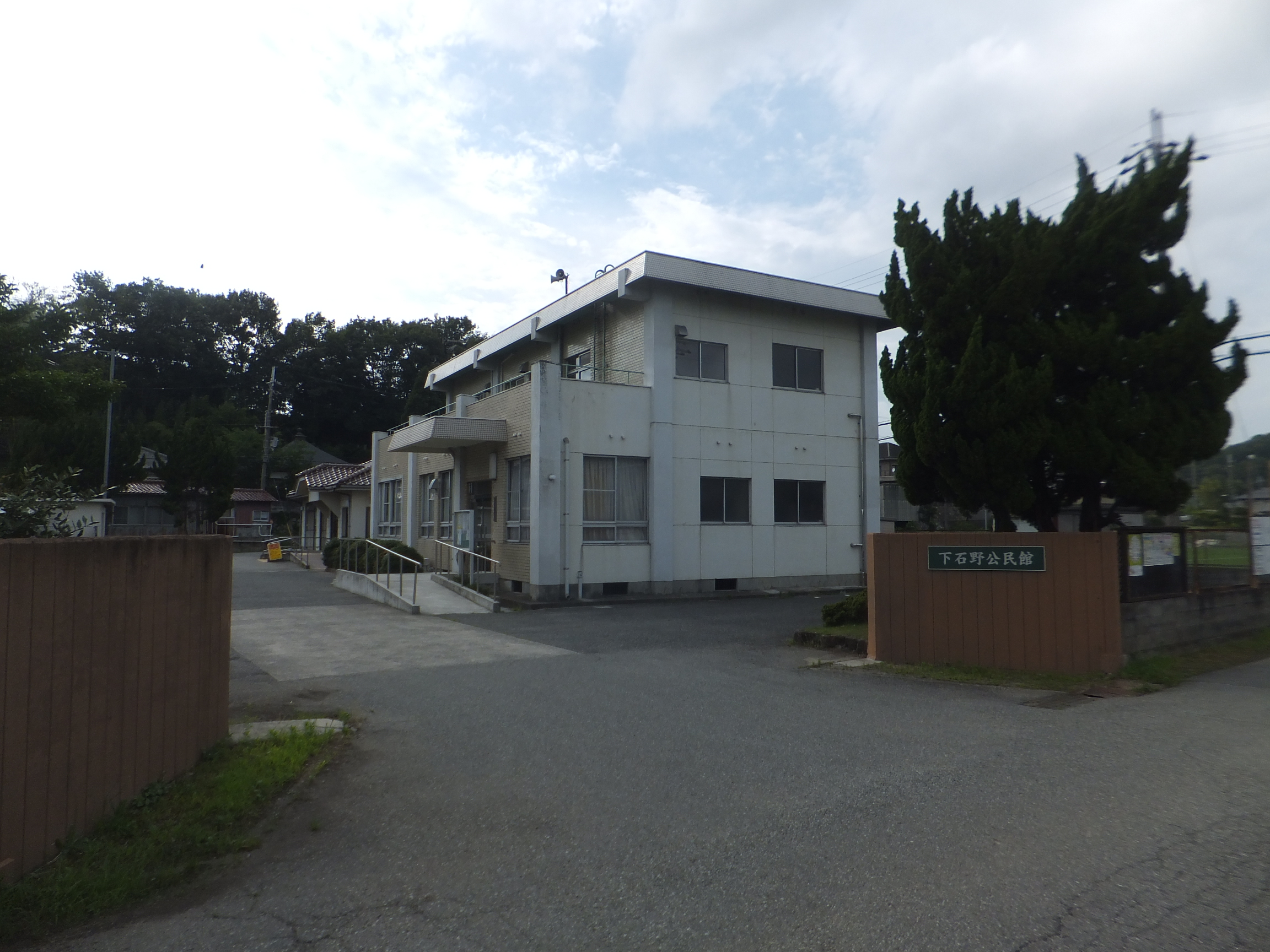
下石野公民館

## 小・中学校の学区
| 大字         | 番地 | 小学校             | 中学校             |
| ------------ | ---- | ------------------ | ------------------ |
| 別所町下石野 | 全域 | 三木市立別所小学校 | 三木市立別所中学校 |